# クワイエットルームにようこそ
『クワイエットルームにようこそ』は、松尾スズキの小説。初出は『文學界』2005年7月号。2005年下半期の芥川賞候補作品にもなった。
松尾スズキ自身の脚本・監督で2007年に映画化された。

## ストーリー
28歳のフリーライター・佐倉明日香は、ある朝目覚めると見知らぬ白い部屋にいた。そこは「クワイエットルーム」と呼ばれる、女子専用の精神病院の閉鎖病棟。ストレスの捌け口として大量摂取した睡眠薬が原因で意識を失い、オーバードーズを患った自殺志願者とされてしまったのだ。突如として放り込まれた異質な環境に戸惑う明日香であったが、尊大な看護師・江口や入院初日に出会った少女・ミキ、元AV女優の西野ら個性的な患者達と接し、次第に閉鎖病棟に馴染んでいく。同時に日常から離れた明日香は、自身とその人生を見つめ直し始める。退院に向けて、奇妙な仲間たちと過ごす14日間が始まった。

## 書籍情報
- 単行本：文藝春秋、2005年12月15日発売、ISBN 978-4-16-324520-1
- 文庫：文春文庫、2007年8月10日発売、ISBN 978-4-16-771738-4

## 映画

### キャスト
- 佐倉 明日香 - 内田有紀
家族の死・元夫の自殺・仕事のスランプが重なり、衝動的にオーバードースしたことがきっかけで強制入院になった患者。
ライターでバツイチ。鉄雄とは再婚。元イベントコンパニオン、元風俗嬢。不眠症持ち。
高校の時に『オズの魔法使い』のドロシーを演じてから前夫に買って貰った「銀のローファー」を大事にしている。昔はまともな生活をしておらず、仕事も適当だったが、ライターになってからは天職だと思っている。
ストレスを感じると蕁麻疹が出てミミズ腫れで真っ赤になる。
- 焼畑 鉄雄 - 宮藤官九郎
明日香の夫。バラエティー番組のくだらない企画を作っているマイナー放送作家。
生活は荒れている。密かに大麻を使用している。涙もろくて気も弱い。
明日香とは「官能小説を朗読してくれる風俗店に行く」という企画で客として知り合った。
- ミキ - 蒼井優
摂食障害。「食べたくても食べられない」ために努力している（入院3ヶ月で2kg太った）。初めて明日香がクワイエットルームに来た際にはドアから覗いていた。
ドレッドヘアにゴシックなメイクをしているが冷静沈着な人柄。
あと2kg太れば外出許可が出るらしいが、実際は嘔吐がやめられない。しかも「痩せたい」が理由ではなく「世界の仕組みに気付いてしまったから」というエキセントリックな発想が理由。
- 江口 - りょう
ステンレスのように無表情で機械的な会話しかしない冷たい看護婦長。常に紺のカーディガンを着用。
明日香からは「ステンレス星から来たステンレス星人」と例えられた。
その昔、患者から首にボールペンを突き立てられて死にかけたことがあるが、今でも看護師を続けており、患者に殴られて口を切り、たとえ血が出ても「この野郎」とつぶやき挑んでいく。
患者から見れば独裁者だが、医療倫理を備えた医療従事者としては優秀である。
- 山岸 - 平岩紙
癒し系の看護師。ゆったりとした口調だが、逃亡しようとする患者は容赦なく制止する。
全く食べようとしなかったサエが初めて夕食を完食した際、サエの前では平然を装ったが、部屋から出た途端に嬉しさで泣き出していた。
おかしな患者にも慣れており、対処も上手い。
- 栗田 ノリコ - 中村優子
明日香と同部屋の患者。ミキと共にサエの1000ピースジグソーパズルを作っている。
夫は医師のため、すぐに病院から出られた。
明日香がクワイエットルームから出た日が外泊の日で、トイレに居合わせた明日香に櫛を貸してあげ、外泊土産にこっそり持ち込んだチョコを明日香にあげた。
「事故でODをした」と語る割には何度も入院しているらしく、閉鎖病棟にも慣れている。
博識であり、発言にも知的さがある。服装は地味だが高級な物を持っている。
- サエ - 高橋真唯
5年入院している患者。通称「ブルジョア部屋」におり、お金持ち。親は学がある。
摂食障害を患っており、食事ができないでいる。
親が飽きないようにとイギリス文学の難しい本を与えているが、食べないために脳に血が回らず、何故食べないのかすら忘れてしまっている状態（サザエさんすら理解出来ないほど）。1000ピースのジグソーパズルも親から与えられるも、当然パズルは出来ず、ミキや栗田が作っている（「完成したら一食でも完食する」約束をしている）。
ピアノは上手く、弾くと別人のようになる。
- 患者 - 箕輪はるか（ハリセンボン）
何故入院しているかは不明。大量に鼻水を垂らす。
なぜか水道のメーターを測る仕事には詳しい。
喫煙所にいることもある。
- 明日香の友達 - 近藤春菜（ハリセンボン）
- 松原 - 庵野秀明
明日香の最初の担当医。フワフワとした喋り口調で、本人曰く「患者の顔見りゃ（まともか重篤か）わかる」。が、患者をすぐに退院させてしまうため、現場の看護師らからは不評である。
明日香のことも「まとも」と診断した直後に明日香が無理矢理立とうとした反動で点滴が頭に直撃して血を流して気絶したために担当が代わった（骨折もしたらしい）。
- 医師 - 河井克夫[2]
- 旅館の女将 - 俵万智[2]
- 旅館の番頭 - しりあがり寿[2]
- 旅館の板前 - 川勝正幸[2]
- 旅館の仲居 - しまおまほ[2]
- 俳優 - 平田満[2]
- 白井 ‐ 徳井優（声；伊勢志摩）
明日香に退院の判断を下した医師。
- 婦長 ‐ 峯村リエ
- 明日香の元旦那 - 塚本晋也
ゲーム会社勤務。
ゲームの新作発表でイベントコンパニオンだった明日香と知り合って結婚。真面目でつまらない男。
一発芸があるが、それが原因で離婚。転勤が決まり、離婚後は1人で移住。原因は不明だが、離婚の数年後に自殺してしまった。
- コモノ - 妻夫木聡
鉄雄の舎弟。眉毛が繋がっている元チーマー。
桁外れのバカ。節操もないが、蕁麻疹が起きて看護師らに非人道的な行動を取られた明日香には協力した。
明日香にはやや頭が上がらない。
- 金原夫人 ‐ 筒井真理子
何度も勝手に退院しようとする和服姿の患者。
- チリチリ ‐ 馬渕英俚可
西野からターゲットにされ、精神的に追いつめられている患者。
「自分の髪の毛をライターで燃やしてしまう性癖」のために入院している。
金髪で服装は派手。
- 西野 - 大竹しのぶ
過食嘔吐型の摂食障害の患者。
いつも何かカツラを被って厚化粧。新人いじめが大好き（ターゲットを見つけては追い詰めるのが生きがい）。
タバコやテレホンカードを無理矢理売りつけて稼いでいる。昔はAV女優だったが、覚醒剤で捕まったらしい。
娘がいるが勘当されている。

### スタッフ
- プロデューサー - 今村景子、菅原直太
- アクション監督 - 竹田道弘
- 振り付け - 松尾スズキ
- 振り付け補 - TAMAYO
- 音楽プロデューサー - 安井輝
- 漫画 - 神田森莉
- 企画&プロダクション - スプーン、アスミック・エース
- 配給 - アスミック・エース
- 製作 - アスミック・エース、スプーン、大人計画、住友商事、ソニー・ミュージックエンタテインメント

### 主題歌
- 「Naked Me」
歌 - LOVES.、作詞・作曲 - 日暮愛葉、編曲 - LOVES.

### ソフト化
- クワイエットルームにようこそ DVD特別版（初回限定生産2枚組、2008年3月19日発売、発売元・アスミック・エース、販売元・角川映画）
  - ディスク1 - 本編DVD
  - ディスク2 - 特典DVD
  - 封入特典 - ブックレット
- 【TCE Blu-ray SELECTION】クワイエットルームにようこそ ブルーレイ スペシャル・エディション（BD1枚組、2012年9月5日発売、発売元・アスミック・エース、販売元・TCエンタテインメント）
  - 映像・音声特典：特別版の全映像・音声特典を収録

## ミュージカル
『クワイエットルームにようこそ The Musical』のタイトルで、2026年1月から2月上旬までTHEATER MILANO-Za、2月中旬から下旬までロームシアター京都 メインホールと岡山芸術創造劇場 ハレノワ 大劇場で公演予定。主演は、咲妃みゆ。